# Obrót wewnętrzny Braxtona Hicksa
Obrót wewnętrzny Braxtona Hicksa (lub też obrót wewnętrzny na nóżkę przy niepełnym rozwarciu) (łac. Versio ad pedem modo Braxton Hicks) – niewykonywany już zabieg w położnictwie ze względu na bardzo duże ryzyko powikłań dla matki jak i dla płodu; obecnie wykonuje się cięcie cesarskie.  
Obrót wewnętrzny Braxtona Hicksa wykonywało się przy poprzecznym, skośnym lub główkowym położeniu płodu. Głównie wykonywany był ze względu na brzeżne przodujące łożysko, aby szybko zatamować krwawienie.

## Warunki potrzebne do wykonania obrotu Braxtona Hicksa
1. rozwarcie ujścia zewnętrznego na 4–5 cm,
2. główka płodu nieustalona – ruchoma nad wchodem.[3]